# زنجبیل
زنجبیل (نام علمی: Zingiber officinale)، (از پارسی میانه سَنگیپِل، نیز در برخی متون قدیمی شنگویر) گیاهی گلدار از خانواده زنجبیلیان است و زمین‌ساقه (ریزوم) آن بعنوان ادویه در آشپزی و گیاه دارویی در طب سنتی مورد استفاده قرار می‌گیرد.. گیاه بومی جنوب شرق آسیا است و برگ‌هایی سرنیزه‌ای به رنگ سبز براق و ساقه‌های‌ باریک و نی‌مانند دارد. گل‌های آن سبز مایل به زرد با لبه‌ای ارغوانی و لکه‌های کرم‌رنگ و گل‌آذین مخروطی و کوچک و سنبله‌ای متراکم است که در تابستان از زمین‌ساقه بیرون می‌زند.

## اطلاعات تغذیه‌ای
ترکیبات اصلی و اساسی زنجبیل شامل انواع قندها (از ۵۰ تا ۷۰ درصد)، چربی‌ها (از ۳ تا ۱۸ درصد)، اولئورزین (از ۴ تا ۵/۷ درصد) و ترکیبات سوزاننده (از ۱ تا ۳ درصد) می‌باشد.

۱ قاشق غذاخوری زنجبیل تازه (معادل ۶ گرم) حاوی ۵ کالری، ۱ گرم کربوهیدرات و به مقدار ناچیزی چربی، پروتئین و فیبر می‌باشد.

## پیشینه

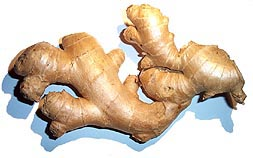
زمین‌ساقه خوراکی زنجبیل

زنجبیل از زمان‌های دور به کار برده می‌شد و هنوز هم در طب سنتی چین جایگاه باارزشی دارد. در ایران باستان نیز این گیاه با نام ژنگویر شناخته شده بوده است و از ایران و کشورهای عربی به سوی غرب، گسترش یافت. در غرب، پزشکی یونانی به نام «دیوسکوریدس» نخستین بار در سده یکم میلادی کاربرد درمانی زنجبیل را ثبت کرد. سده‌ها پیش از آن، این گیاه عطردار از کشورهای خاور دور به اروپا صادر می‌شده است و تا سده‌های میانه، به عنوان یک ماده اولیه آشپزی در اروپا کاملاً شناخته شده بود.
امروزه این گیاه در بیشتر مناطق استوایی کشت می‌شود. آشنایان با پزشکی هندی آیورودا از آن به عنوان داروی جهانی نام می‌برند؛ این امر نه تنها به خاطر خواص ضد قارچی، ضد باکتری آن است، بلکه به خاطر اثر تسکین بخش آن بر روی دستگاه گوارش هم هست، که اینها باعث شده هندیان بیش از ۲۰۰۰ سال زنجبیل را مصرف کرده‌اند و یکی از بهترین شفابخش‌های طبیعی برای درمان بیماری‌های مسافرت، حالت تهوع و سرگیجه در غرب مطرح کرده‌اند.
در پژوهشی که در دانمارک انجام شد به ۴۰ نفر از دانشجویان نیرو دریایی یک گرم پودر زنجبیل و به ۴۰ نفر دیگر مقداری دارونما داده و مشاهده شد زنجبیل به مراتب در کاهش دفعات استفراغ و از بین بردن عرق سرد مؤثر بوده.
زنجبیل دارای ترکیباتی همچون گینجرول است که گیرنده ۳ سروتونین در مرکز استفراغ (قسمتی در ساقه مغز) را مسدود می‌کند.

## اقلیم مناسب کاشت زنجبیل
زنجبیل بسیار به سرما حساس است و در برابر کم‌آبی نیز مقاومت ندارد. زنجبیل معمولاً در جنوب هند که از باران‌های موسمی بهره می‌برد یا اقلیم‌های مشابه آن رشد مناسبی دارد.

## نگارخانه

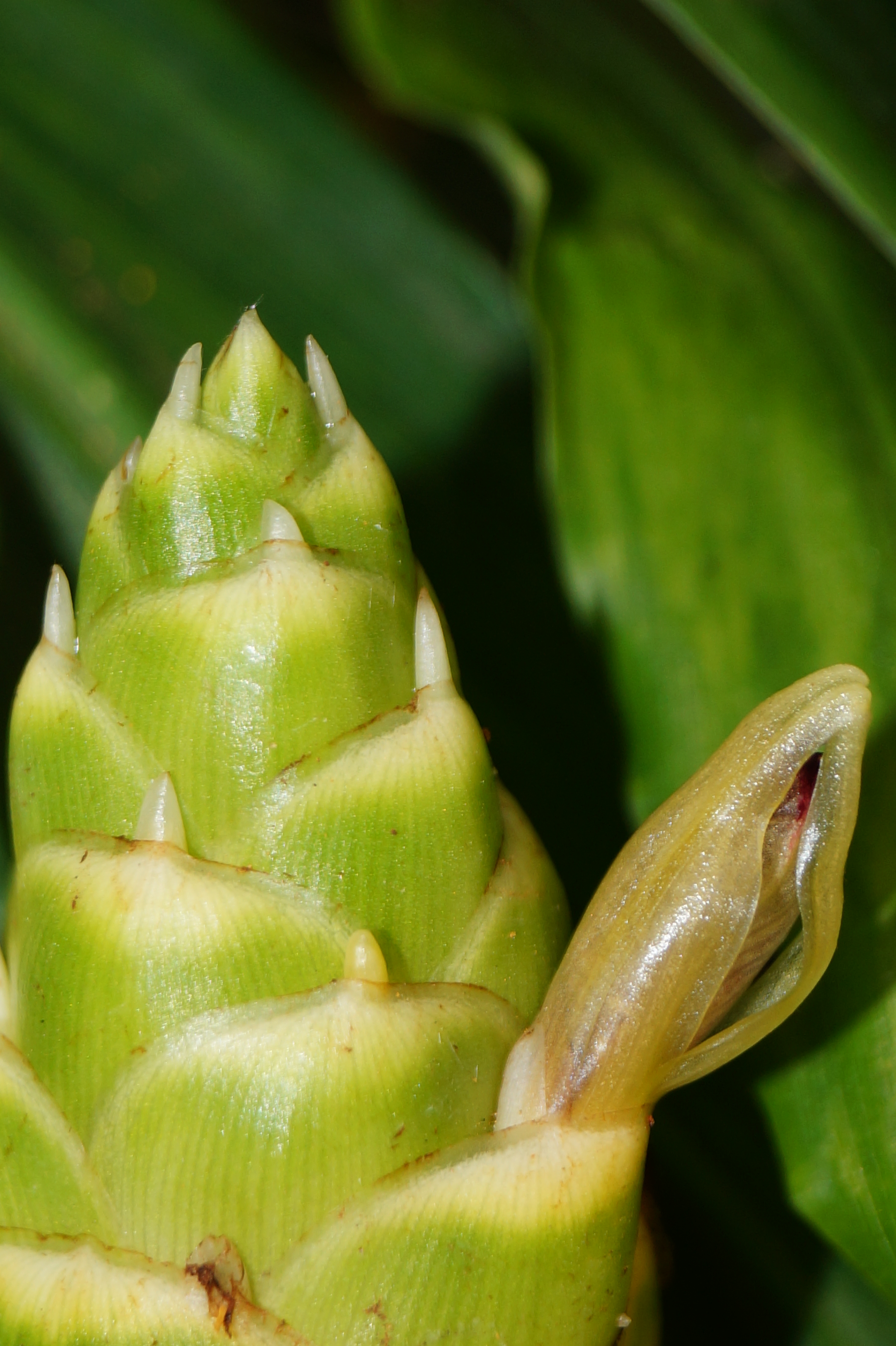
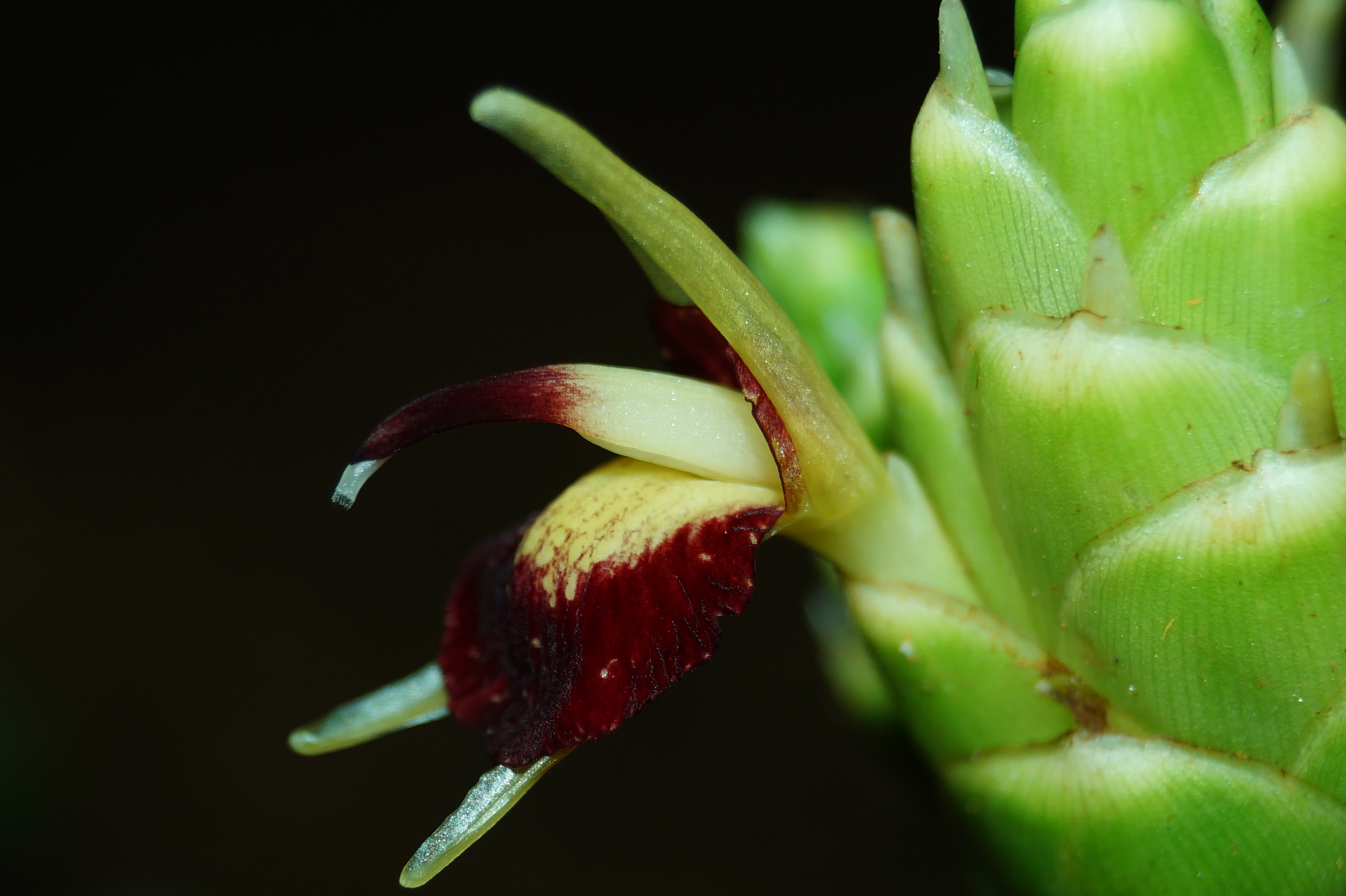
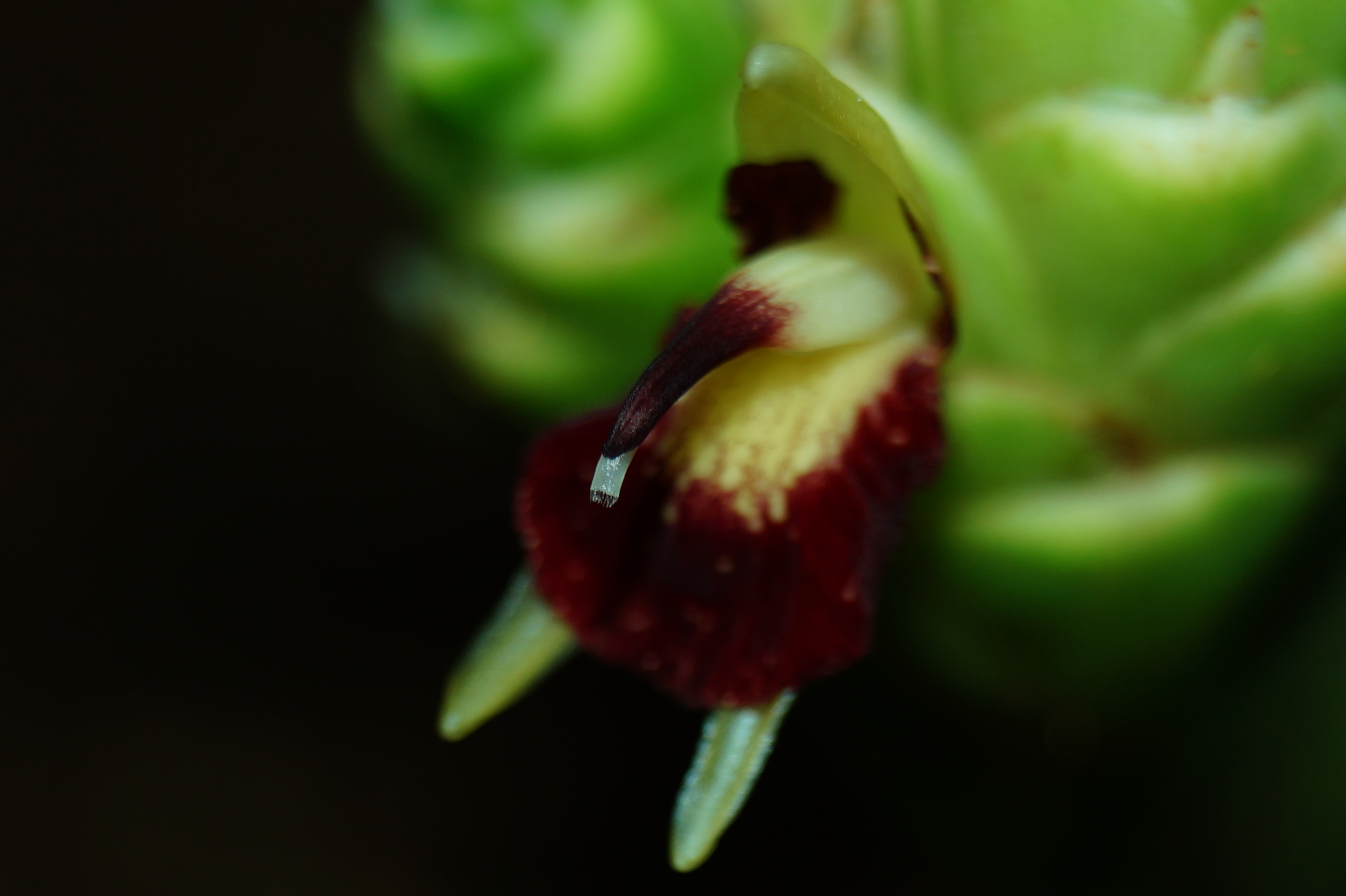
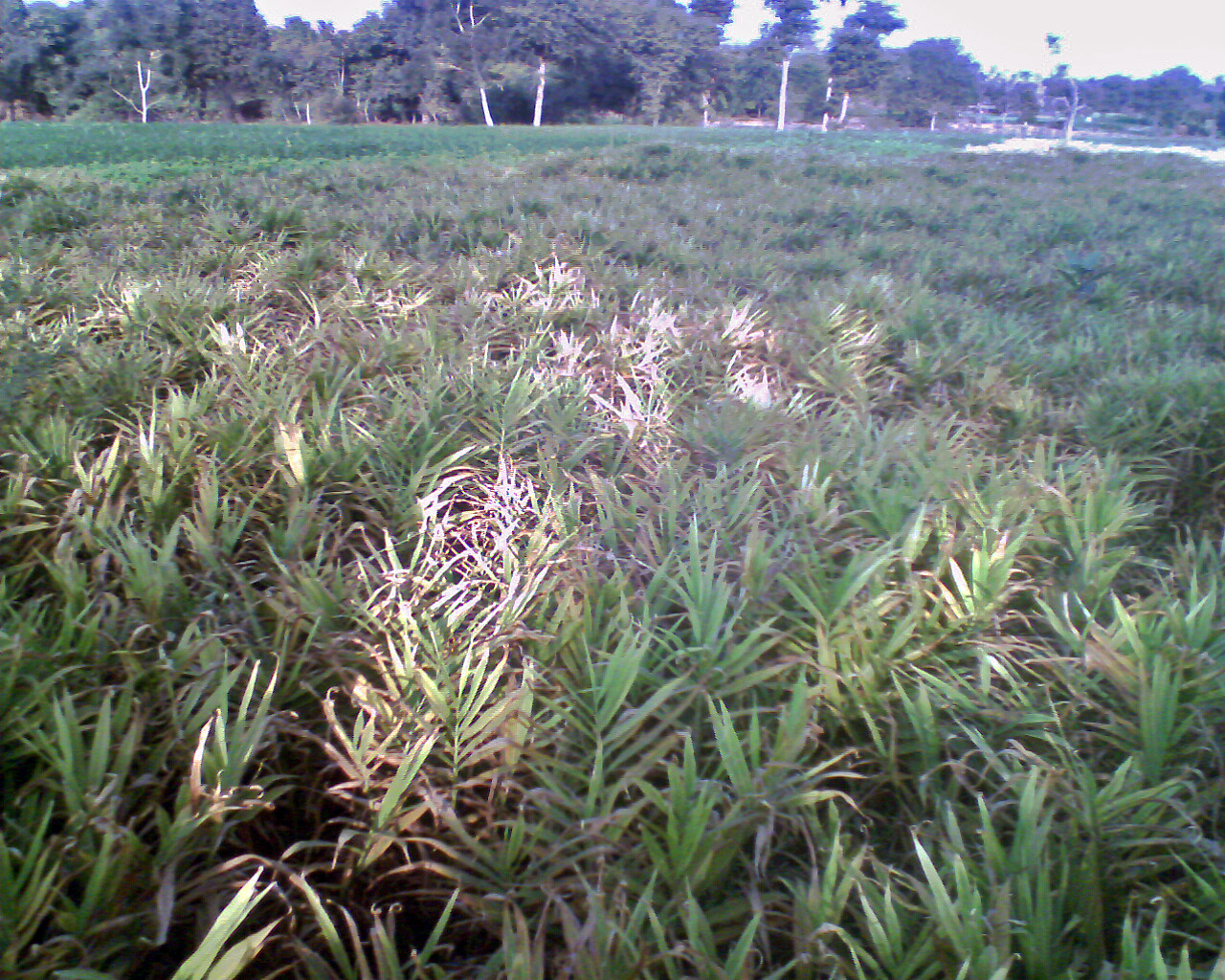
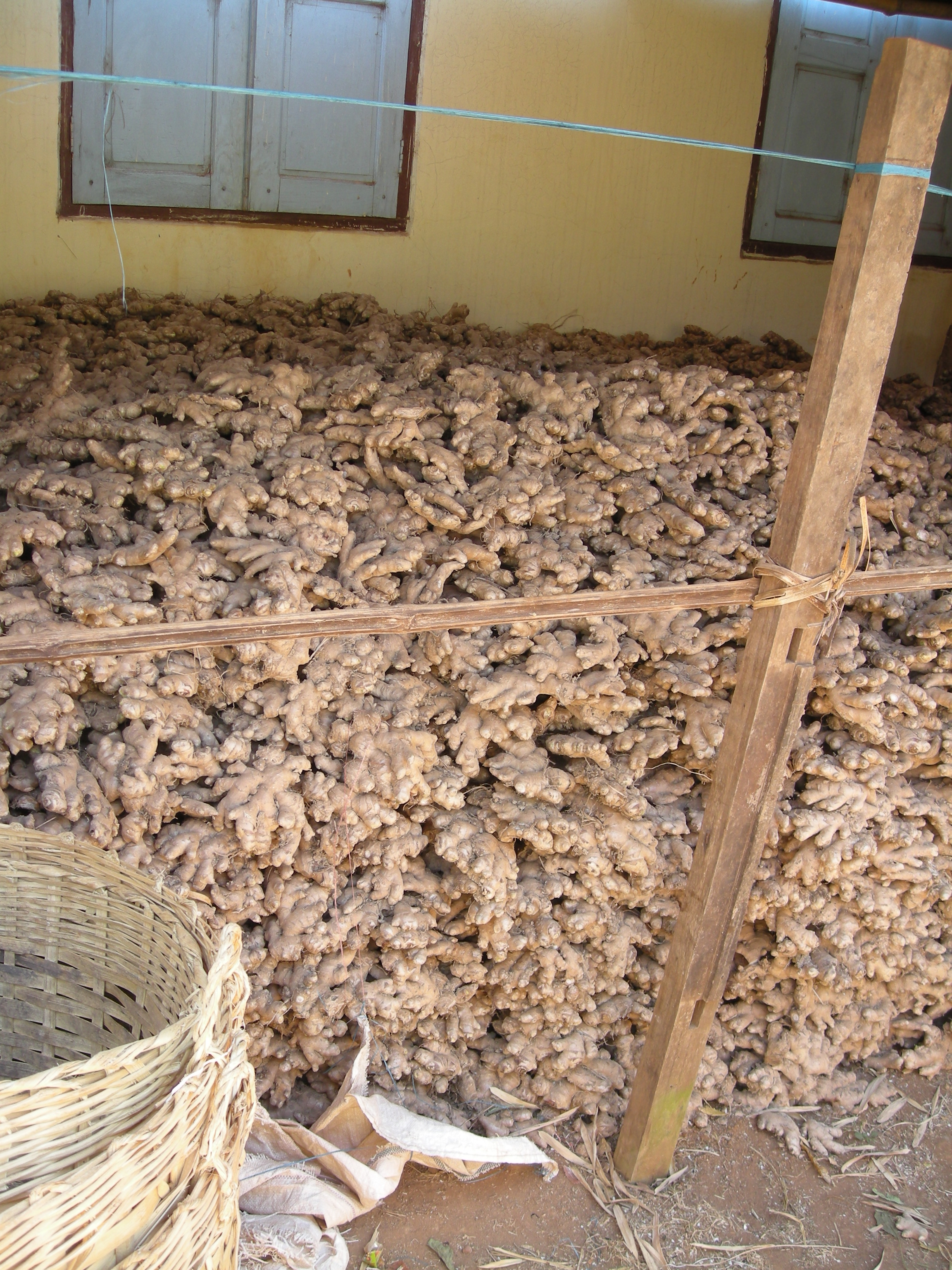
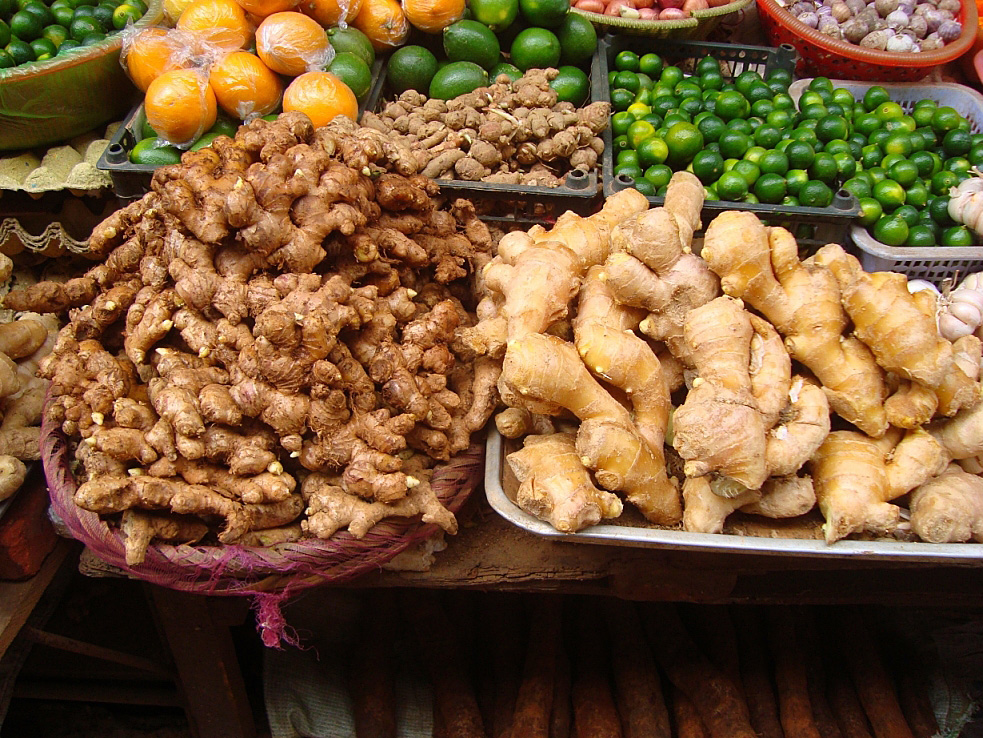
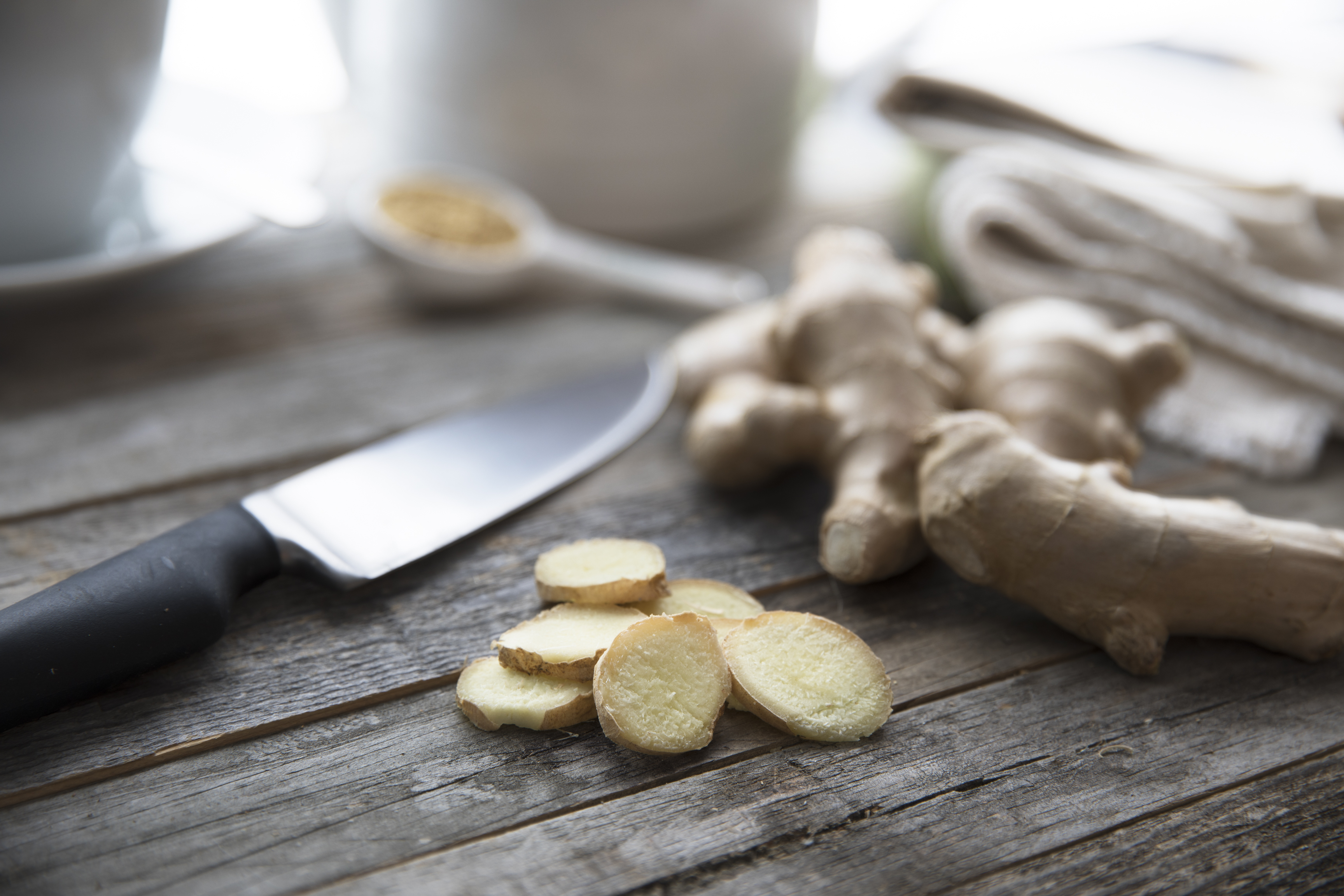
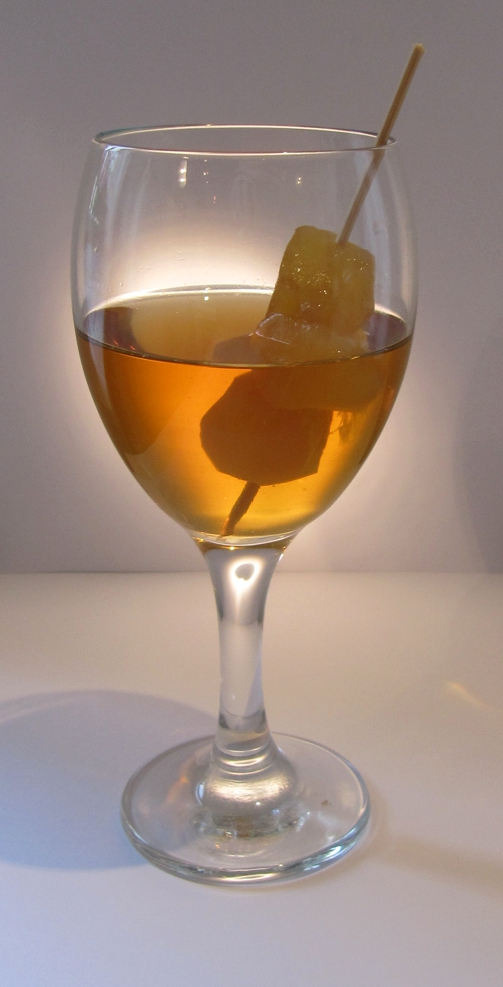